# Онжак-Шампање
Онжак-Шампање (фр. Angeac-Champagne) насеље је и општина у западној Француској у региону Поату-Шарант, у департману Шарант која припада префектури Коњак.
По подацима из 2011. године у општини је живело 505 становника, а густина насељености је износила 35,39 становника/km². Општина се простире на површини од 14,27 km². Налази се на средњој надморској висини од 71 метар (максималној 83 m, а минималној 17 m).

## Демографија
| 1962. | 1968. | 1975. | 1982. | 1990. | 1999. | 2011. |
| ----- | ----- | ----- | ----- | ----- | ----- | ----- |
| 480   | 489   | 470   | 439   | 473   | 479   | 505   |

График промене броја становника у току последњих година